# Marianne Kirchgeßner

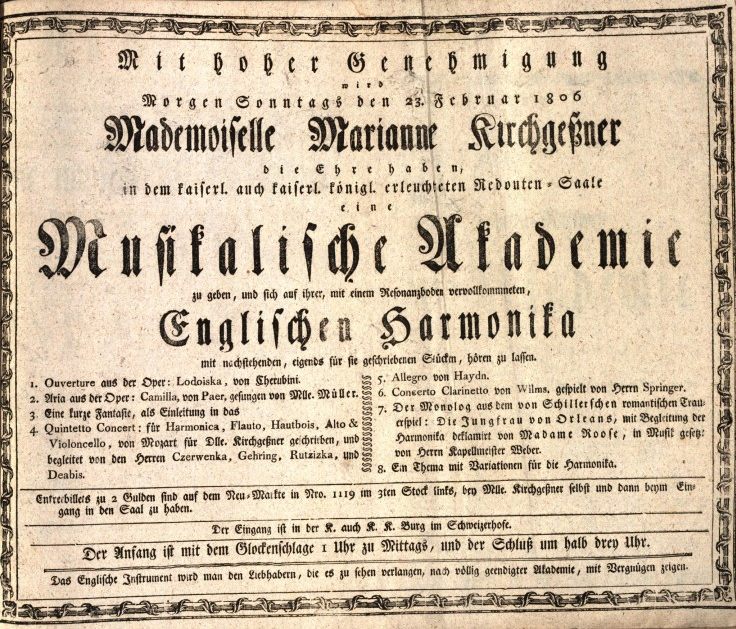
Locandina di un concerto di Marianne Kirchgeßner a Vienna nel 1806

Marianne Kirchgeßner (Bruchsal, 5 giugno 1769 – Sciaffusa, 9 dicembre 1808) è stata una pianista tedesca e, come virtuosa della glassarmonica, la più importante e di maggior successo del suo tempo.

## Biografia
Persa la vista a quattro anni, in conseguenza del vaiolo, a undici Marianne si recò dal Kapellmeister di Karlsruhe Joseph Aloys Schmittbaur, che ne curò la formazione musicale. Già all'inizio del 1791, ventenne, intraprese una tournée di diversi anni. Fu a Linz e a Vienna dove conobbe Wolfgang Amadeus Mozart, che per lei compose il quintetto per glassarmonica, flauto, oboe, viola e violoncello K 617 e l'adagio K 356/617a per glassarmonica sola. 
Suo impresario e amico paterno fu il celebre editore musicale e consigliere dei dispacci del principato di Ansbach Heinrich Philipp Carl Boßler.
In tournée, nel 1792, Marianne Kirchgeßner toccò Praga, Dresda, Lipsia, Berlino, Amburgo e Magdeburgo. Per due anni e mezzo, dal 1794 al 1796, visse a Londra, per intraprendere poi nuove tournée fino al 1800, con tappe ad Amburgo, Copenaghen, Danzica, Königsberg e Pietroburgo. Nel 1800 si stabilì a Gohlis presso Lipsia, ma continuò a esibirsi in concerto a Hannover, Francoforte (1801), Stoccarda, Lipsia, Berlino, Vienna e Praga (1802-1808), come anche a Karlsbad, dove nell'estate 1808 incontrò Johann Wolfgang von Goethe.
Nella sua ultima tournée trovò la morte, proveniente da Stoccarda, per un incidente stradale in diligenza a Sciaffusa.